# Narativ
Narativ je ime za pripoved, ki osmišlja kako skupino ali kulturo, oziroma jo stigmatizira. 

## Izvor in razvoj
Beseda je nastala iz angleškega prevedka grand narrative za francoski izraz méta-récit filozofa Lyotarda sredi 1990. let. Po 2010 se je razširila v publicistiki in dobila status modnega izraza brez jasne definicije, podobno kot velja to za besedi diskurz in zgodba. Bolj kot v literarni vedi se uporablja v družboslovju, ekonomiji in politiki. 

## Pomen
Narativi so pripovedi, ki usmerjajo dojemanje sveta in delovanje skupnosti. To zmorejo, ker so prepričljive, prepričljive pa so, ker ustrezajo sprejemnikovemu svetu vrednot, ker imajo močan čustveni naboj in ker nagovarjajo njegovo nezavedno. Ustreznost narativa realnosti je drugotnega pomena. Ko gre za nasprotnikov narativ, se ta razume zgolj kot izmišljija in kot nasprotje realnosti. Za razliko od običajne pripovedi je narativ vzorčna oziroma formulaična, ponavljajoča se pripoved, pripoved z izpostavljeno kulturnooblikovalno močjo.
Poznane evropske narative povzemajo politična gesla, npr. Svoboda, enakost, bratstvo; Proletarci vseh dežel, združite se. Ameriškega izvora je narativ o revežu, ki je s pridnostjo in pametjo postal milijonar. Neoliberalni politični predznak ima narativ o vitki državi, konservativne narave pa je narativ o grozečem komunizmu ali o globalni nevarnosti islama. Danes evropske vrednote širijo narativi o trajnostnem gospodarstvu, ekološki občutljivosti, koeksistenci in trajnem miru, socialni pravičnosti in blaginji, pravni državi, klimatskih spremembah, beguncih, rasizmu in drugih nevarnostih desnega ekstremizma. 
Čeprav se beseda včasih uporablja tudi v glasbenem ali umetnostnem diskurzu (npr. "likovni narativ"), se večinoma nanaša na besedno tvornost, umetnostno in neumetnostno, je različnega obsega (od sloganov do avtorskih opusov – "osebni narativ") in zajema različne žanre:  romane, urbane legende, esejistiko, politično propagando, šale, izjave, gesla, pregovore itd. Posebej pogosti so narativi v populističnem diskurzu, npr. oblastni narativ o domnevni nekulturnosti in nasilnosti protivladnih protestnikov leta 2020/21 ali priporočila družbeno pasivnega obnašanja v času COVID-a.

## Narativ v slovenščini
V slovenščini je bil prvič zapisan leta 1999 v zvezi »mitološki narativ«. Neredko ne pomeni nič drugega kot naracija (pripoved), specifični pomen skupnost osmišljajoče pripovedi pa dobi v zvezah narativ žrtve, zgodovinski, nacionalni, narodotvorni, inštitucionalni, heroični … narativ. Narativ kot pripoved s prepričevalnim namenom je v uporabi v političnem in volilnem diskurzu: sovražni, propagandni narativ, narativ o meji, narativ krize, narativ o obvladovanju narave …
Splošno priljubljeni so bili narativi o literarnem značaju Slovencev, o njihovi pridnosti in zvestobi vsakokratnemu vladarju ter junaškem obnašanju (npr. o 17. cesarsko-kraljevem pešpolku kranjskih Janezov). Preko ločnice levo-desno gre sodobni narativ o zločestosti političnih in kulturnih navezav z Balkanom in narativ o novih politikih, ki jim ni zaupati, ker se bodo kmalu skvarili. Nekateri narativi imajo razločen politični izvor. Socialistični so narativi o brutalnem neoliberalskem izkoriščanju delavstva, desničarjem je ljub narativ o lenih in zapravljivih levičarjih. V diskurzu o NOB so cerkvenopropagandnega izvora narativ o kolaboraciji partizanov z okupatorji, o medsebojnem in osebno pogojenem obračunavanju med partizani in o njihovi neodgovornosti (tvegali so na račun vaščanov) in tatinski naravi (niso rekvirirali, ampak so kradli). Ti narativi skušajo z večdesetletnim zamikom razdreti mitologijo partizanskega junaštva. V vsakdanjem življenju povezujejo verno občestvo narativi o sproščenem družabnem življenju lokalnih župnikov (taborjenja, romanja, pri kom so bili na kosilu, kakšen avto so kupili ipd.), ruralno skupnost pa narativi, ki se sučejo okrog praznovanj okroglih osebnih obletnic.
Narative lahko klasificiramo glede na skupnost, ki jo zadevajo: nacionalni (o umazanih Kitajcih, o zoprnih izraelskih turistih, o spolno neuničljivih Bosancih/Jugoslovanih, o Slovencih, ki naj bi bili predslovanski staroselci; o Jugoslaviji, ki je združevala lastnosti Vzhoda in Zahoda), deželni (o skopih Gorenjcih, o veseljaških Štajercih), vaški (o Ribničanih, o stoletni nespremenljivosti domačij), mestni (Ljubljančani, ki bi najraje parkirali kar na obali Bohinjskega jezera), stanovski ali poklicni (o izgorelih učiteljih, o arhitektu, ki ga mora domači mojster poučiti o osnovah gradnje, o akademskem zgodovinarju, ki mu mora lokalni prebivalec povedati, kaj se je "zares dogajalo"), manjšinski (o beguncih, ki jim ni nič hudega, saj imajo najboljše mobije), spolni (o neumnih blondinkah), verski (o nasilnem islamu in o krščanstvu, ki naj bi bilo zaslužno za uspehe zahodne civilizacije), strankarski ali politični (o vsega krivi levici, o sindikalističnih lenuhih z velikimi plačami).

## Podobni izrazi
Sorodni in deloma prekrivni izrazi so svetovni nazor, propaganda, mit, tema, sporočilo, mem, urbana legenda, ki v mnogih primerih lahko nadomestijo termin narativ.